# Mile Akmadžić
Mile Akmadžić (ur. 1 października 1939 w Grude) – bośniacki polityk pochodzenia chorwackiego, premier Bośni i Hercegowiny od 10 listopada 1992 do 25 października 1993.
W 1965 zdobył tytuł magistra filozofii. Od 1964 do 1978 pracował dla firmy energetycznej, odpowiadając za relacje międzynarodowe, został również działaczem sportowym. W 1984 był jednym ze współorganizatorów zimowych igrzysk olimpijskich w Sarajewie, odpowiadającym za kwestie protokolarne i międzynarodowe.
Od 1978 był członkiem Prezydencji Bośni i Hercegowiny w ramach Jugosławii, od początku 1991 stając na jej czele. Od 1990 pełnił funkcję doradcy i sekretarza prezydenta Aliji Izetbegovicia. Był też chorwackim delegatem do rozmów pokojowych o Bośni i Hercegowinie. Od 1992 do 1993 pełnił następnie funkcję premiera z ramienia Chorwackiej Wspólnoty Demokratyczna w Bośni i Hercegowinie, której był wiceprzewodniczącym.
Żonaty z dentystką Mijaną, ma córkę i syna. Posługuje się językiem angielskim i niemieckim. Otrzymał liczne nagrody za działalność sportową.

## Odznaczenia
- Order Księcia Branimira (Chorwacja, 1995)[2]